# ديزين
منتجع ديزين الدولي هو منتجع في جبال ألبرز يُعَد أكبر وأهم منتجع في إيران ومنطقة الشرق الأوسط. ويقع في شمال العاصمة الإيرانية طهران بمدينة كرج وعلى بعد 80 كم من كرج إلى جالوس. كما وترتفع المنطقة المخصصة للتزلج من 2652 إلى 3622 متراً عن سطح البحر.

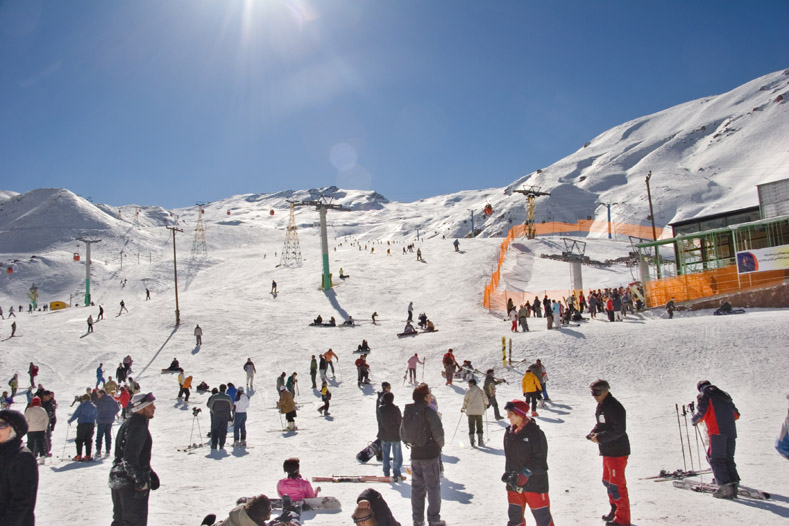
منتجع ديزين الدولي

## أهمية المنتجع
يُعَد منتجع ديزين أول منتجع للتزلج على الجليد في إيران الذي كسب تأييد الاتحاد الدولي للتزلج لإقامة المباريات الرسمية، وتم اعتباره منتجعاً دولياً للتزلج على الجليد.
كما يُعَد منتجع ديزين للتزلج صفوة منتجعات التزلج في إيران و واحد من الأفضل من نوعه في الشرق الاوسط، حيث يوفر موسماً للتزلج أطول من المواسم التي توفرها معظم المنحدرات الأوروبية (من نوفمبر إلى مايو). عند قاعدته، يزيد ارتفاع هذا المنتجع بمقدار 350 متراً عن أعلى القمم في أوروبا. ويقطع التلفريك ارتفاعاً يصل إلى 3600  متر إلى القمة. تكتسي المنحدرات بحوالي سبعة أمتار من الثلج سنوياً، مما يوفر مجموعة متنوعة من التضاريس، ويجعل منه مكاناً مثالياً للمتزلجين المحترفين القادمين من بريطانيا والولايات المتحدة الأمريكية وكندا.

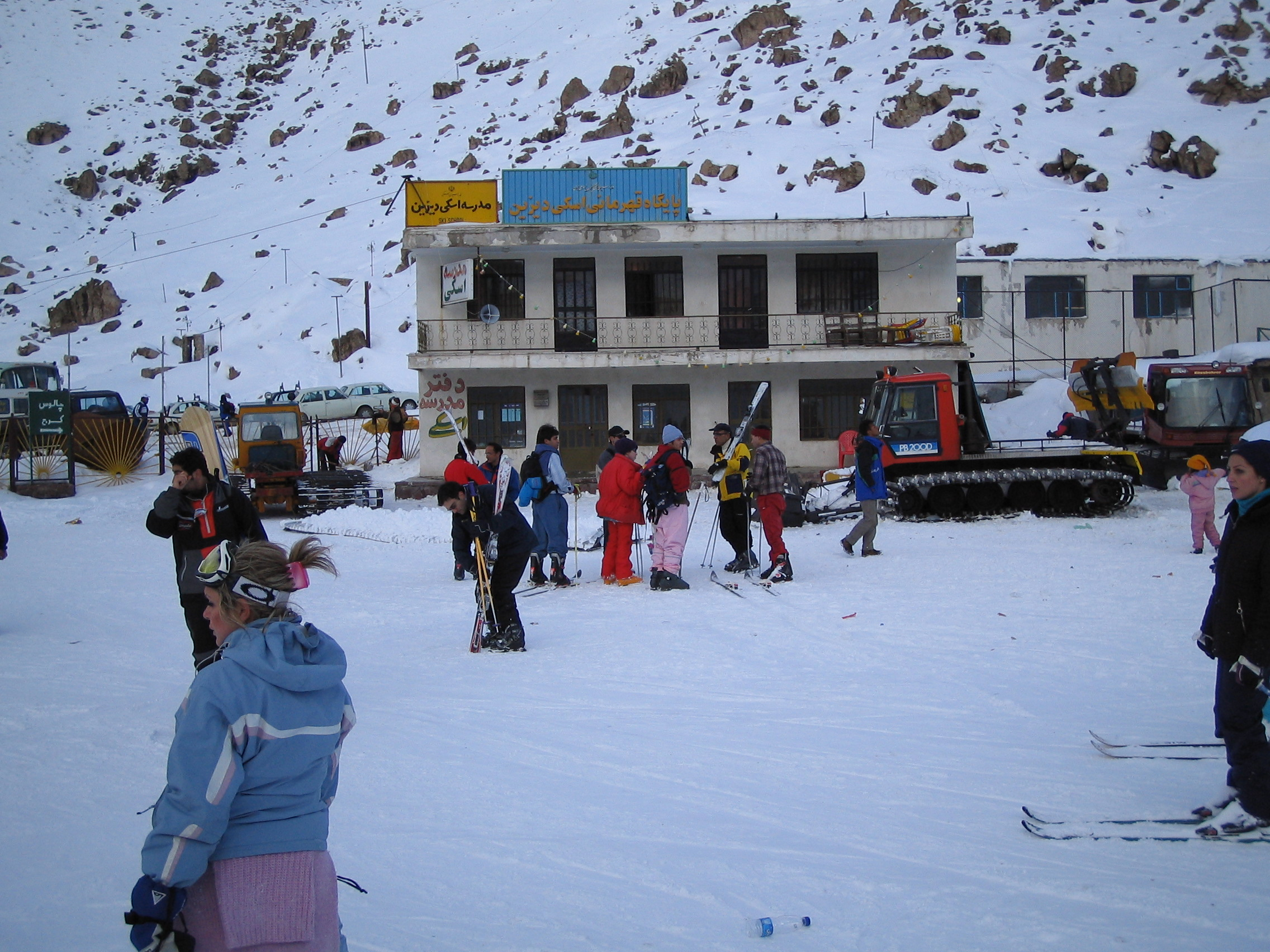
منتجع ديزين الدولي الأفضل في الشرق الأوسط

## مرافق المنتجع
يوجد داخل المنتجع الفنادق والمطاعم والبيوت والشقق الخاصة التي تقدم مساحة مريحة للاسترخاء والتمتع بها. إن منحدرات التزلج الدولي في المنتجع تبلغ 13 منحدراً كما وأنها تتوزع على طول هضبة إيران وأن هذه المنحدرات يمكن الوصول إليها بسهولة لأنها ترتبط عبر شبكة من المصاعد وتستضيف سنوياً رياضيين ومحبي هذه الرياضة من داخل إيران ومن مختلف دول العالم. وكذلك تتمتع ديزين بثلاث وحدات من التلفريك والكراسي المرتفعة، وعربتين للتزلج، وسبع وحدات من التلفريك من طراز الصحون، وأخرى من طراز المطرقة. إضافةً إلى المعدات اللازمة للشراء أو الاستئجار. والصورة اعلاه توضح عربات التلفريك.

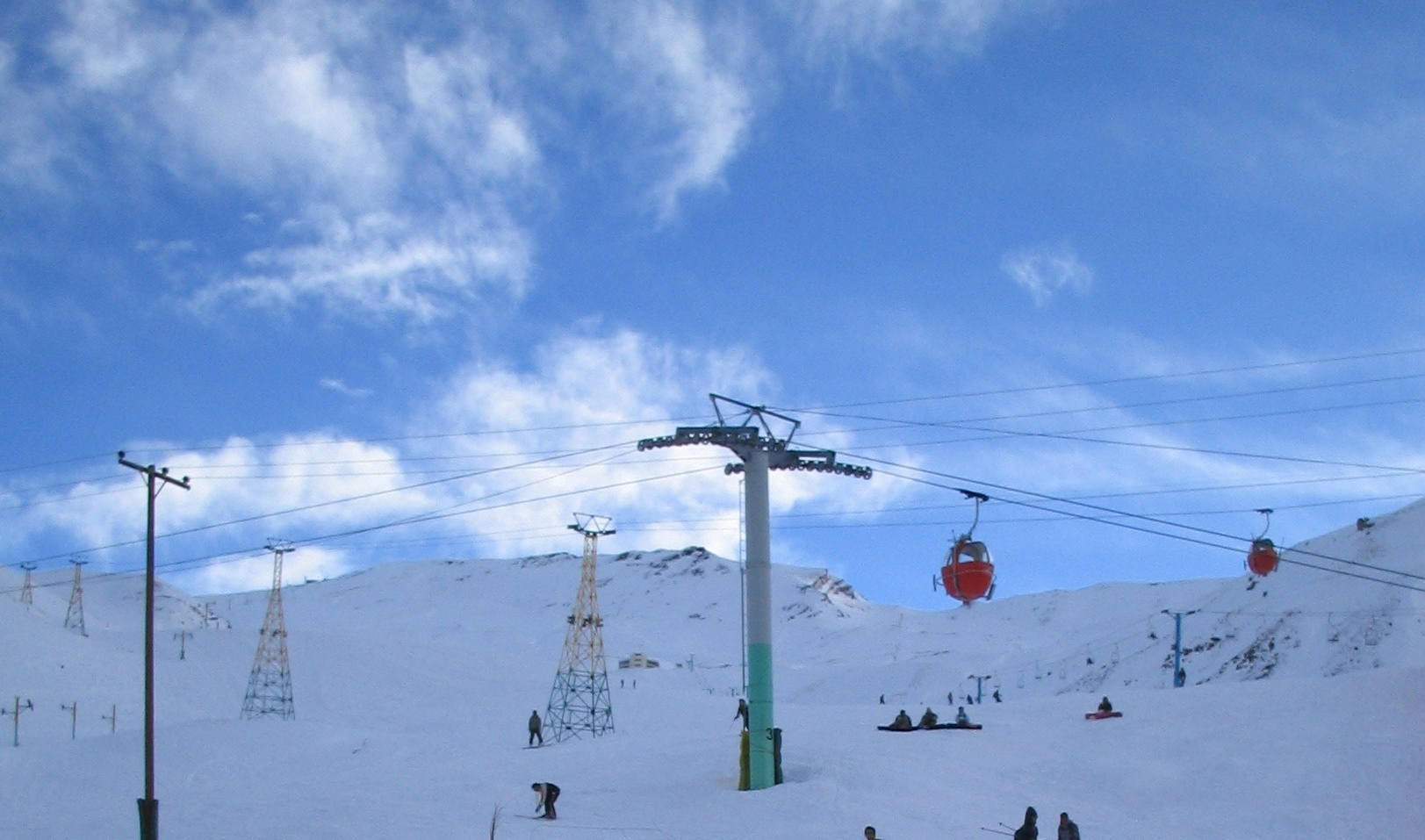
عربات التلفريك في منتجع ديزين الدولي

## مميزات المنتجع
1) ارتفاع المنتجع: وهو يُعتبَر من أعلى منتجعات العالم ويصل ارتفاع أعلى قممه إلى 3600 متر.
2) استمرار موسم التزلج: وهو ينافس أفضل المنتجعات الأروبية في طول موسم التزلج بحيث تبدأ نشاطاته من منتصف نوفمبر إلى مايو.
3) الخصائص الفنية والملاحظات التكتيكية والطقس المشمس والمنحدرات الحادة والمساحة الواسعة ونوعية الثلوج التي تكون كثيفة وسميكة للغاية.
4) الخدمات والمرافق الأكثر من الكاملة التي تضفي متعة السياح من المطاعم والأكواخ والفيلات والشقق والبيوت المحلية ذات أسعار معقولة ولا سيما الفنادق المتوفرة للإقامة والمبيت مثل فندق جهانكردي ديزين.

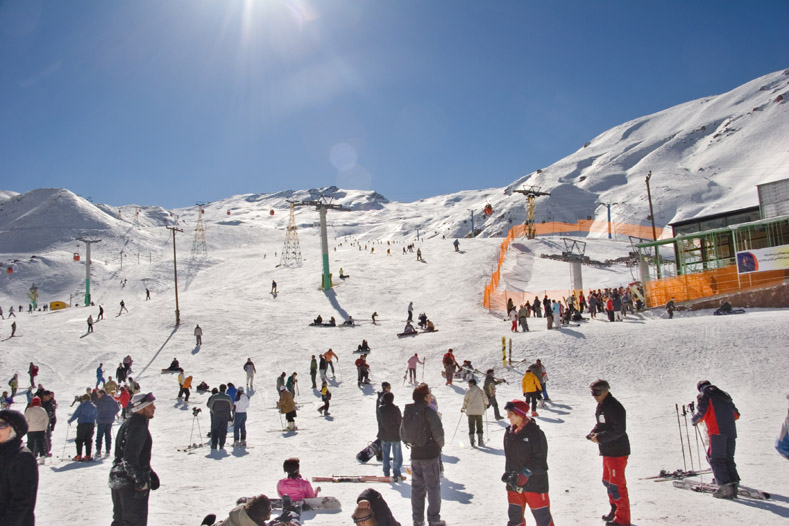
منتجع ديزين الدولي في العاصمة الإيرانية طهران

## مكانته السياحية
يُعتبَر منتجع ديزين في جبال ألبرز من أحد أهم مواقع السياحة الشتوية في إيران، وذلك من خلال رحلات التلفريك على ارتفاع 3,600 متر، وعشاء يطل على أجمل المناظر الطبيعية في كوخ صغير يرتفع 3,300 متر فوق سطح الأرض. كما ويُعتبَر منتجع ديزين هو الأكثر شعبية بين المتزلجين الأجانب والسياح، ويتضمن مرافق ترفيهية مثل عربات التلفريك والكراسي المرتفعة ويرغب السياح من بريطانيا والولايات المتحدة وكندا، حجز الجولات السياحية التي تتضمن إقامة في أحد فنادق ديزين. أما السياح من جنسيات أخرى، فيستطيعون حجز شاليهات في المنتجع، والتي تحظى بشعبية كبيرة بين الشباب الإيرانيين الأثرياء خلال عطلة نهاية الأسبوع.

## معرض الصور

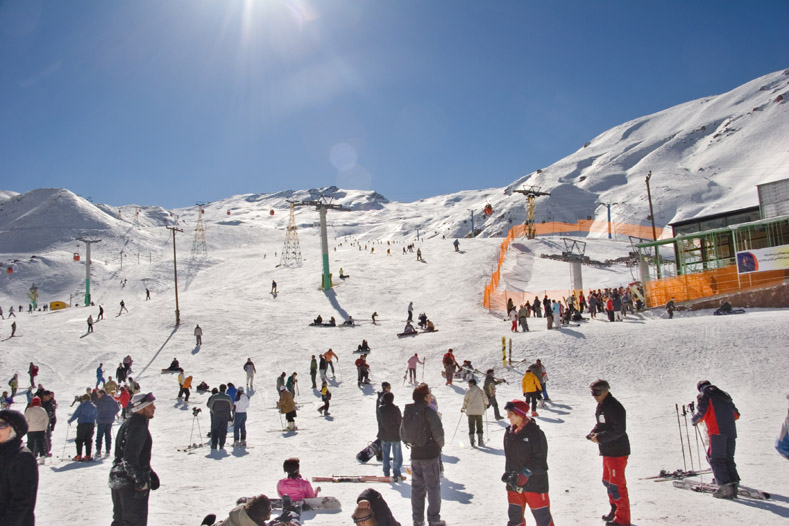
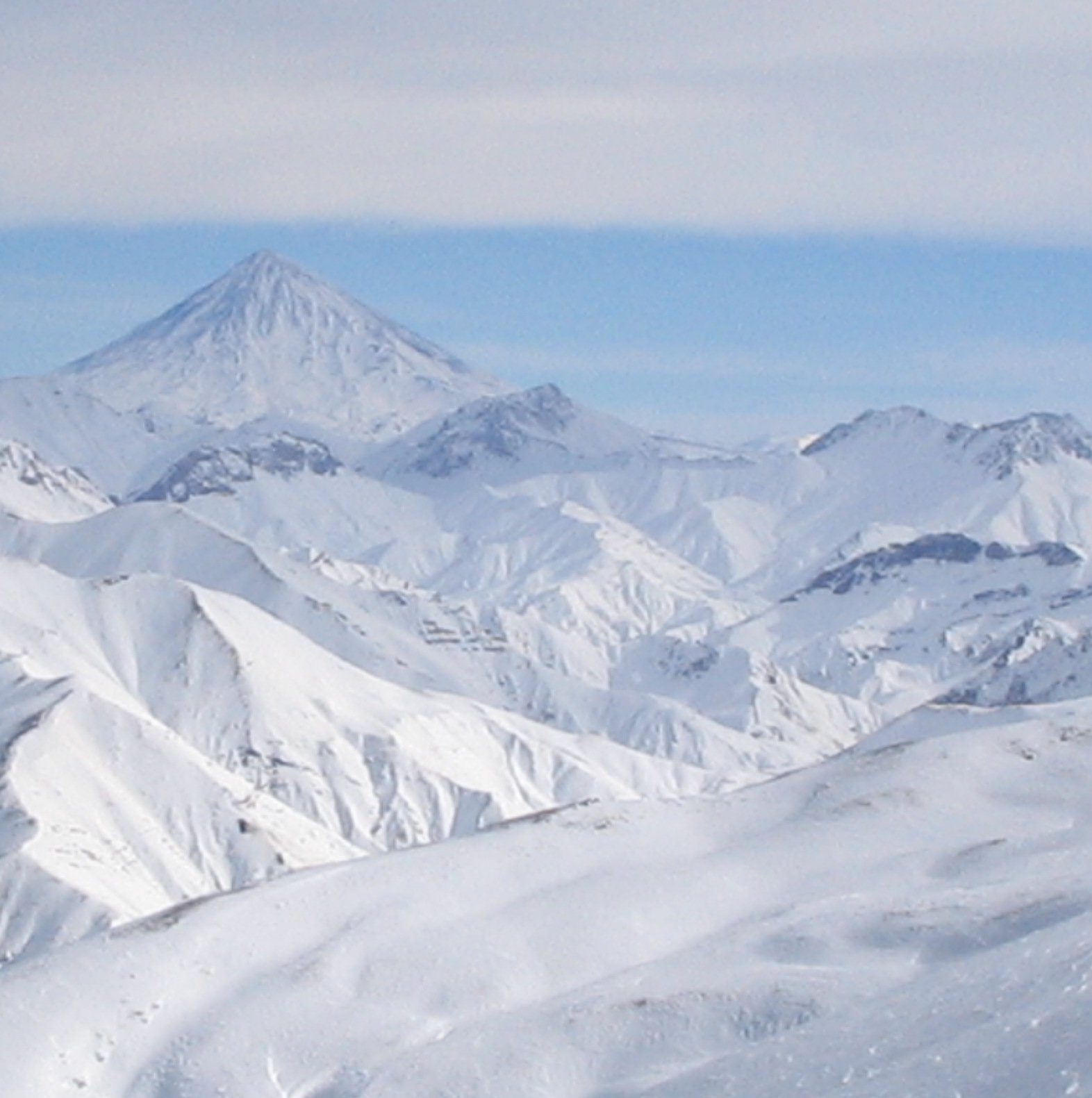
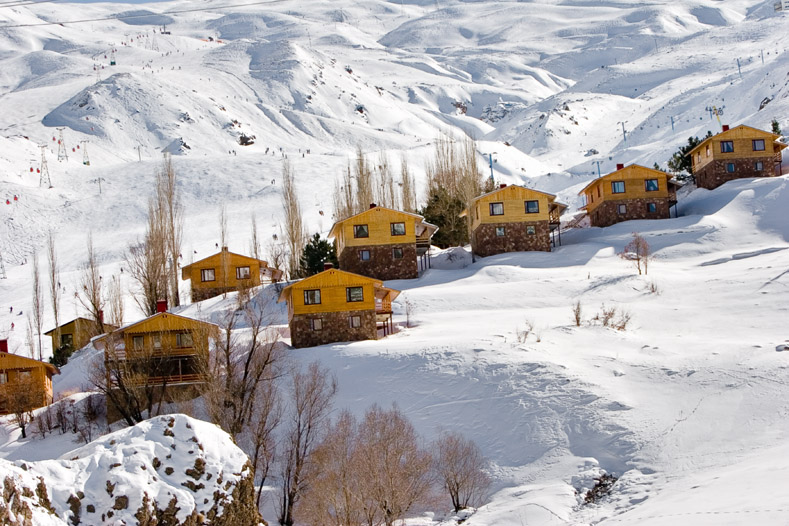
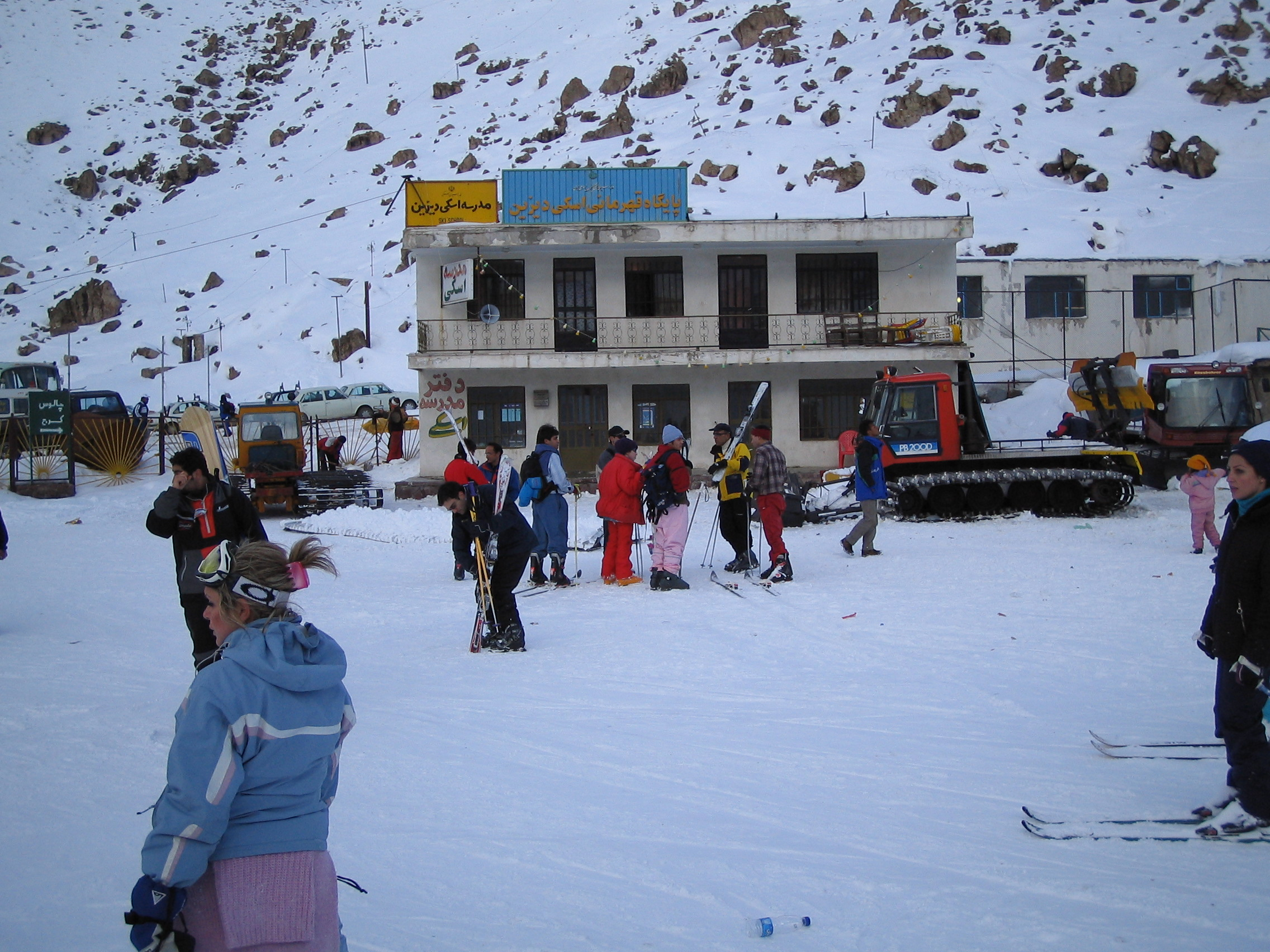
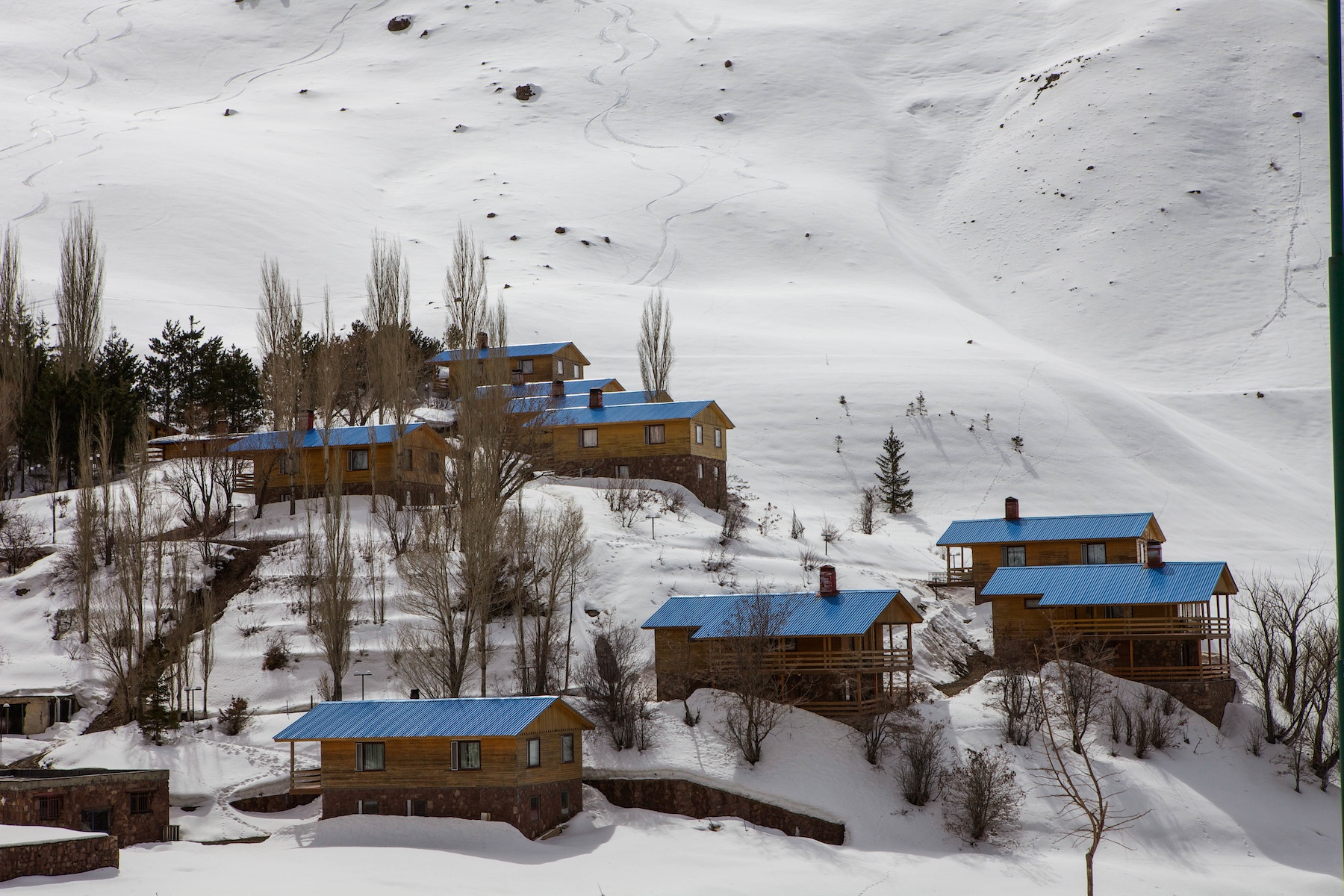
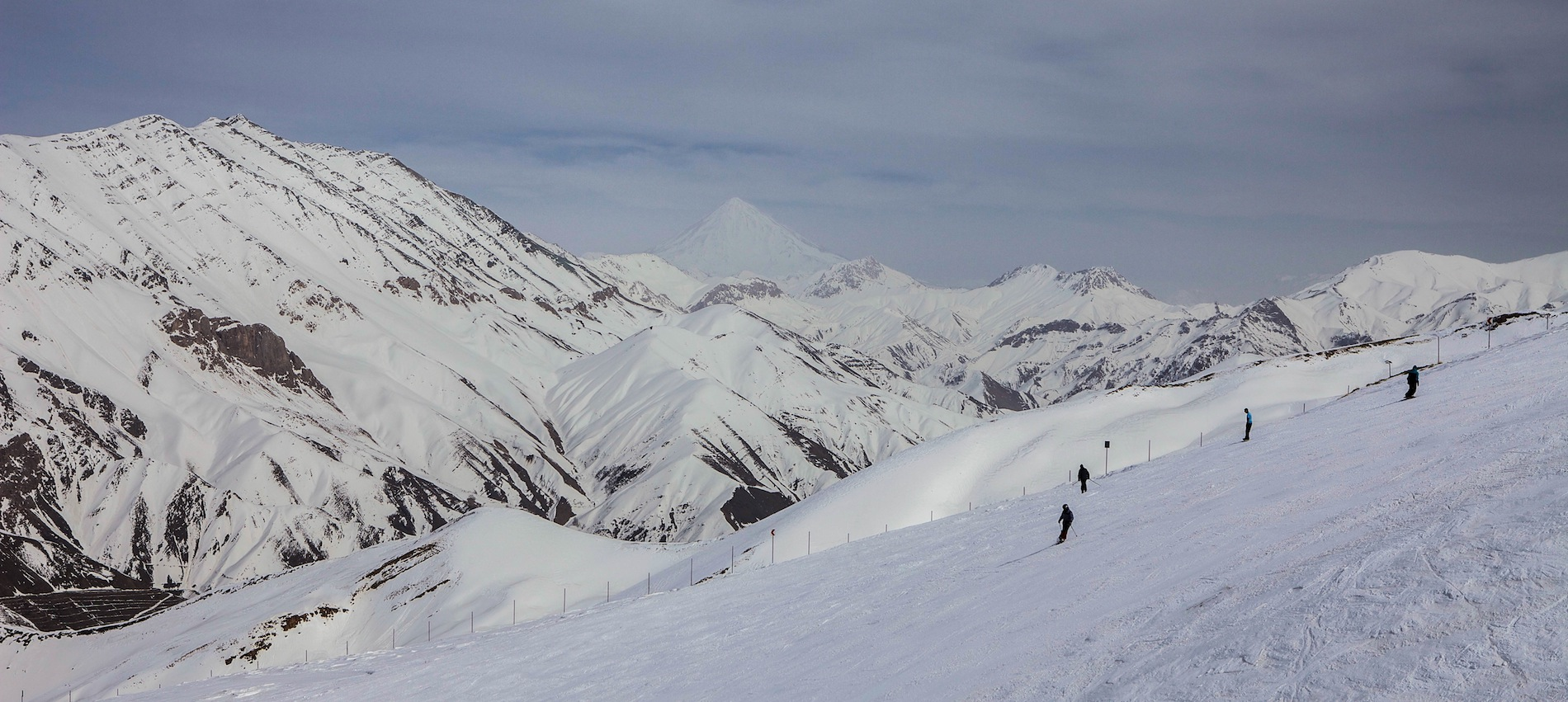
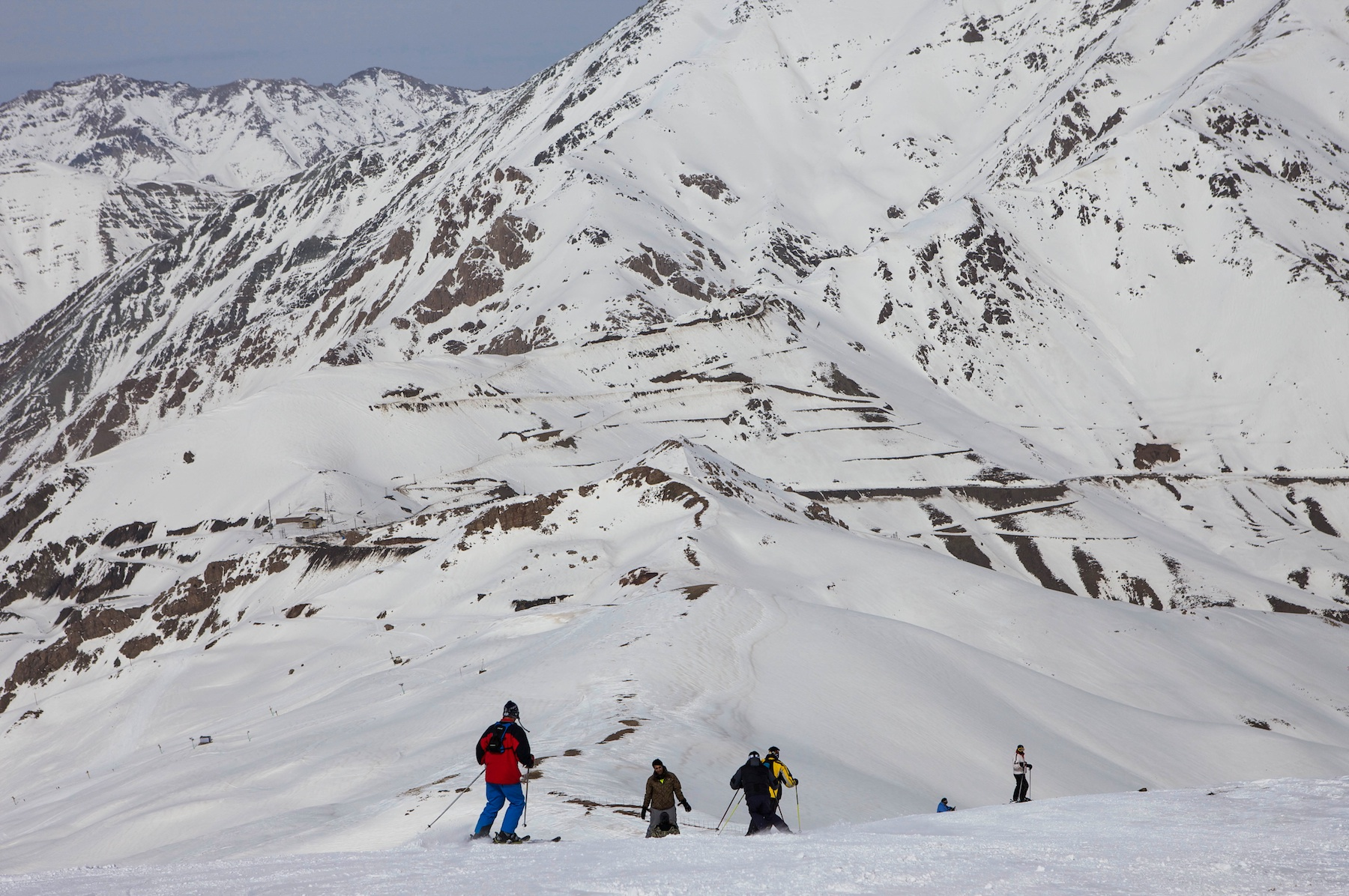